# THE ビリヤード
『THE ビリヤード』（ザ・ビリヤード）は、ディースリー・パブリッシャーより発売されているSIMPLEシリーズの3Dビリヤードゲーム。開発はアジェンダ。

## 概要
アジェンダより発売されたPlayStation用ソフト『キャロムショット2』（1998年）をベースに、SIMPLE1500シリーズVol.2としてリリース。当初は「ナインボール」、「エイトボール」、「ローテーション」の3種類のみだったが、『THE ビリヤード2』よりゲームの種類が6種に増加した。
なお、PlayStationで発売された『THE ビリヤード』はPlayStation Awards2000において累計出荷枚数50万枚以上100万枚未満のタイトルに対して贈られる「ゴールドプライズ」を受賞した隠れたヒット作品となっている。

## 収録ゲーム
- ナインボール（Nine Ball）
- エイトボール（Eight Ball）
- ローテーション（Rotation）
- ベーシック（Basic）
- カットスロート（Cut Throat）
- 5-9（ナインボールのローカルルール）

## DS版
ワイヤレスプレイを使って、最大4人まで対戦可能。
チャレンジモード
1人用。ソフトに内蔵されている6つのルールで順番に勝ち進んでいくモード。全てをクリアできると、コンピューターのレベル4と、ラシャのスーパーハードが手に入れられる。ゲームオーバーになってしまってもそのステージから再チャレンジができる。
フリーモード
1〜4人用。コンピューターのレベル（1〜4）や、ラシャ（ソフト〜スーパーハード）、それにセット数などを自由に設定してプレイができる。2人以上のプレイでは、「的球をサイドポケットに入れる」などの賭けや、画面にお絵かきもできる。

### バグ
DSのＴＨＥビリヤードを起動させると、強制的に本体のタイマーを時刻の“00：00”に設定してしまう。